# 熔鹽

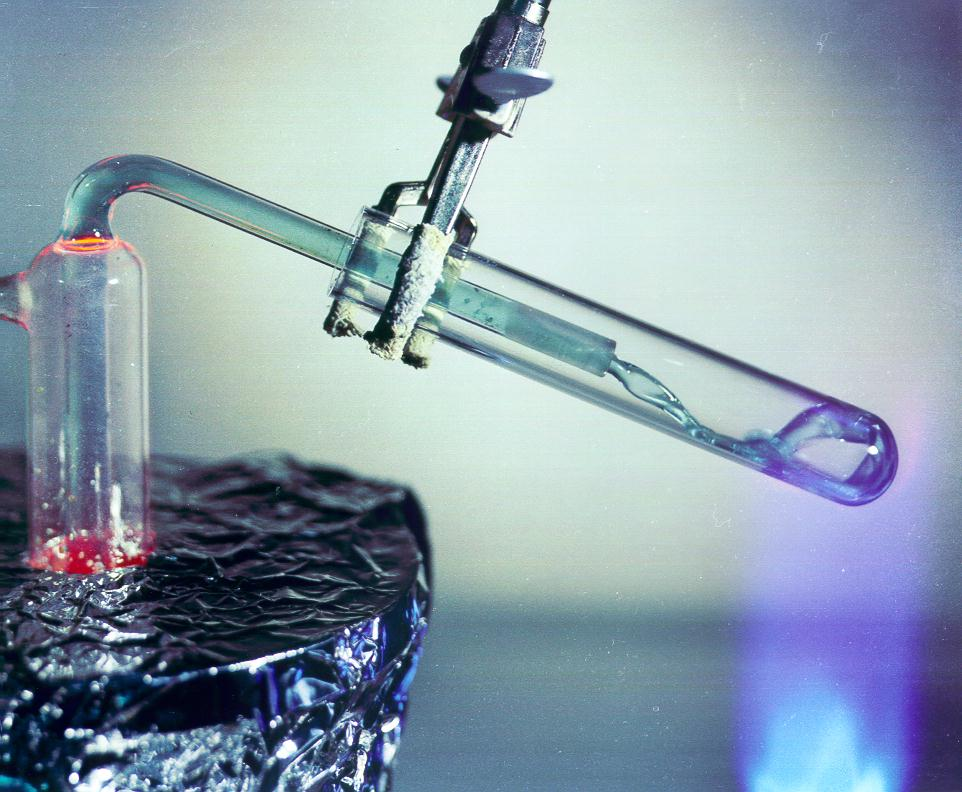
熔鹽 FLiBe (2LiF-BeF_{2})

熔鹽是一種在高溫情況下進入液體，但在標準狀況下為固體的鹽。若在標準情況下鹽依然為液體，則稱為離子液體，儘管技術上來講熔鹽是離子液體的一種。

## 用途
熔鹽有很廣泛的用途。氯化熔鹽混合物被用于合金熱處理中，例如鋼的退火和分級淬火。氰化物和氯化鹽混合物則被用作合金的表面改質，例如鋼的滲碳及氮碳共滲。冰晶石（一種氟化鹽）則在生产铝中的霍尔－埃鲁法中被用作氧化鋁的溶剂。氟化鹽，氯化鹽及氫化鹽能在 核燃料的熱加工中作為溶液。融鹽亦可以在儲熱中作為熱傳導液體。這種熱能儲存方式被用在太陽熱能發電站中。
一种通常使用的共熔混合物熔盐组分为60%硝酸钠和40%的硝酸钾，在260-550°C之間为液體。它的熔化热为161J/g， 比热容为1.53J/(g·K)。

## 参阅
- 熔盐电池（英语：Molten salt battery）
- 熔盐堆